# یواس‌اس سان‌بیم ۳ (اس‌پی-۲۵۱)
یواس‌اس سان‌بیم ۳ (اس‌پی-۲۵۱) (به انگلیسی: USS Sunbeam III (SP-251)) یک کشتی بود که طول آن ۵۲ فوت (۱۶ متر) بود. این کشتی در سال ۱۹۱۷ ساخته شد.